# Luigi Sarti
Pour les articles homonymes, voir Sarti.
Luigi Sarti, né le 25 novembre 1934 à Imola (Émilie-Romagne), est un coureur cycliste italien, professionnel de 1960 à 1964.

## Palmarès

### Palmarès amateur
- 1954
  - Popolarissima delle Palme
- 1959
  - Milan-Bologne
  - 3e de la Coppa Valsenio

### Palmarès professionnel
- 1962
  - Tour de la province de Reggio de Calabre

## Résultats sur les grands tours

### Tour d'Italie
4 participations
- 1961 : 90e
- 1962 : abandon
- 1963 : 58e
- 1964 : abandon

### Tour de France
1 participation
- 1962 : 87e